# Taiwan University System
Das Taiwan University System (TUS; chinesisch 臺灣大學系統) war eine Hochschulverbünden in der Republik China (Taiwan), die am 5. März 2002 gegründet wurde.
2005 existierten in Taiwan drei Universitätsallianzen, neben der TUS waren das University System of Taiwan (UST) und Comprehensive University System of Taiwan (CUST).
Das TUS zählte vier Mitglieder:
- Nationaluniversität Taiwan
- Sun-Yat-sen-Nationaluniversität
- Chengchi-Nationaluniversität
- Cheng-Kung-Nationaluniversität[3]